# 費爾威爾 (阿肯色州)
費爾威爾（英語：Farewell）是位於美國阿肯色州卡羅爾縣的一個非建制地區。該地的面積和人口皆未知。

## 地理
費爾威爾的座標為36°23′32″N 93°22′11″W / 36.39222°N 93.36972°W，而該地的平均海拔高度為378米（即1240英尺）。